# Michele Bullock
Michele Bullock (Melbourne, 1962/1963) è un'economista australiana, dal settembre 2023 Governatore della Reserve Bank of Australia. È la prima donna a ricoprire questo ruolo.

## Biografia
Bullock è nata nel 1962 o 1963 a Melbourne.  All'età di circa nove anni, si trasferì ad Armidale, nel Nuovo Galles del Sud, dove frequentò la Armidale High School.
Dopo essere stata inizialmente ammessa agli studi di medicina presso l'Università del New South Wales, è passata all'economia, laureandosi presso l'Università del New England (UNE) con lode nel 1984. Ha studiato anche alla London School of Economics, conseguendo un Master of Science nel 1989.

## Carriera
All'ultimo anno dell'UNE Bullock ha completato anche uno stage presso la RBA, dopo di che ha iniziato a lavorare presso la banca centrale. Da allora ha lavorato ininterrottamente presso la RBA, ricoprendo vari ruoli. In particolare, è stata assistente del governatore per tre aree dal 2010 al 2022, ricoprendo la responsabilità della valuta dal 2010 al 2015, dei servizi alle imprese dal 2015 al 2016 e del sistema finanziario dal 2016 al 2022, prima di essere nominata vice governatore succedendo a Guy Debelle ad aprile 2022  È stata la prima donna a diventare vicegovernatore.
Il 14 luglio 2023 l'annuncio che avrebbe preso il posto di Philip Lowe come governatore della RBA, a partire dal 18 settembre dello stesso anno. È il nono governatore e la prima donna a ricoprire la carica. Lo ha descritto come "un momento difficile per assumere questo ruolo""  e l'Australian Financial Review ha sottolineato in particolare le difficoltà presentate dall'implementazione delle "riforme all'ingrosso" raccomandate da una revisione pubblica recentemente pubblicata delle operazioni della RBA. Come parte delle riforme, ha dovuto affrontare i media molto più spesso dei suoi predecessori, tenendo almeno otto conferenze stampa all'anno rispetto alle quattro totali di Lowe durante i suoi sette anni di mandato.
La sua nomina ha ricevuto un'accoglienza di pubblico mista. L'economista indipendente Nicki Hutley l'ha elogiata come "un'economista eccezionale... una candidata eccellente e ben qualificata", mentre il capo economista del Center for Independent Studies Peter Tulip ha espresso preoccupazioni sulla sua vasta esperienza nella RBA, suggerendo che, "[se] vuoi un grande cambiamento nella cultura della RBA, come raccomanda il comitato di revisione, allora qualcuno che ha prosperato sotto la vecchia cultura non sembra una scelta naturale per attuare quell'agenda".